# 孝貞王皇后
王皇后（おうこうごう）は、明の成化帝の2人目の皇后。孝貞純皇后（こうていじゅんこうごう）と諡された。

## 経歴
応天府上元県の人。庶民の王鎮の娘として生まれる。天順8年（1464年）、英宗に選抜されて、太子朱見深（後の成化帝）の準側室となった。
成化帝が即位した翌月、最初の皇后呉氏は、側室万氏（後に皇貴妃となった）を嫉妬して杖で打った。成化帝は激怒して理屈をつけて呉氏を廃位し、生母の周太后が強く主張したので代わって王氏を皇后に立てた。父の王鎮は正一品錦衣衛都督に進封された。
成化帝は万皇貴妃を寵愛し、王皇后を全くかえりみなかった。王皇后は低調な生活を送ったが、皇貴妃を丁重に扱い、怨みごとはなかったという。
成化23年（1487年）、弘治帝が立つと、皇太后となった。弘治帝の崩御に際してはその孝養をたたえる諭旨を出している。弘治18（1505年）、正徳帝が立つと、さらに慈聖康寿太皇太后の尊号を受けた。正徳13年（1518年）、崩じた。孝貞荘懿恭靖仁慈欽天輔聖純皇后と諡され、成化帝と合葬された。

## 伝記資料
- 『明憲宗実録』